# Claude Brosset
Pour les articles homonymes, voir Brosset.
Ne doit pas être confondu avec Claude Brossette.
Claude René Brosset est un acteur français, né le 24 décembre 1943 à Juvisy-sur-Orge et mort le 25 juin 2007 à Pontoise,.

## Biographie

### Enfance & débuts
Claude René Brosset naît le 24 décembre 1943 à Juvisy-sur-Orge.

### Carrière
Il est connu pour ses seconds rôles au cinéma et dans les téléfilms français.
Il se destine très tôt au métier de comédien. Diplômé du Centre dramatique de la rue Blanche et du Conservatoire national d'art dramatique, où il fut l'élève de Fernand Ledoux, il obtient le 1er prix de comédie classique, le 1er prix de comédie moderne et le 2e prix de tragédie.
À 20 ans, il interprète son premier rôle dans le feuilleton Les Joyeuses Commères de Windsor de Lazare Iglesis. Il va jouer ensuite dans plus d'une centaine de films pour le cinéma et à la télévision, notamment dans les policiers de Jean-Paul Belmondo, dont il était l'ami.
Il est un des rares comédiens à avoir su mener de front une carrière au cinéma comme à la télévision. Au début des années 1990, il devint propriétaire d'un restaurant dénommé « Le Cyrano », à Carcassonne, ville qu'il avait découverte grâce à Philippe Noiret et Pierre Richard,.

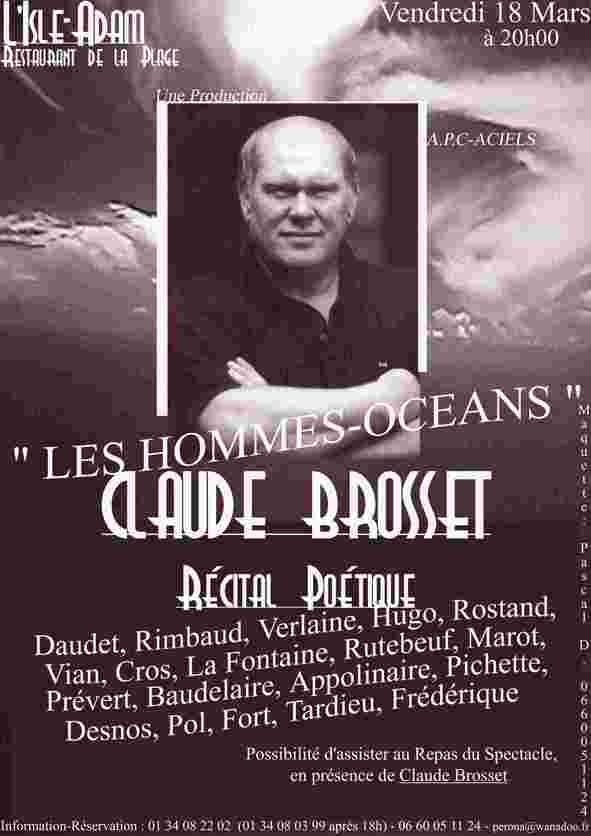
Affiche du récital poétique Les Hommes-Océans donné par Claude Brosset à L'Isle-Adam en 2005

Sur le petit écran, il participe à l'aventure des premières grandes sagas comme Les Rois maudits en 1972, Graine d'ortie en 1973, Le comte de Monte Cristo en 1979, Sans famille en 1983, La Rivière Espérance en 1993. Il joue, avec son ami Sylvain Joubert, dans Ardéchois cœur fidèle en 1974 et dans Félicien Grevèche en 1986.
Il s'essaie aux comédies dans La Carapate, Les Ripoux, il joue des rôles à contre-emploi, aux côtés de Jean Yanne dans Je te tiens, tu me tiens par la barbichette, Cayenne Palace et Le Radeau de la Méduse.
Il s'installe à Ermont dans le quartier des Callais, une zone pavillonnaire.
Visage incontournable du cinéma français, il avait ce que l'on appelle dans le métier « une tronche ». Il tourne notamment avec Les Inconnus dans Les Rois mages ou avec Jean Dujardin dans OSS 117 : Le Caire, nid d'espions. Son dernier personnage était un rôle de notaire dans le film Gomez VS Tavarès.
C'était également un acteur de théâtre, pensionnaire de la Comédie-Française entre 1963 et 1966, il avait notamment joué Falstaff au festival d'Angers.

### Vie personnelle
Il a quatre fils : Jérôme (1965), Erick (1966), Antoine (1987) et Jules (1988).

### Décès

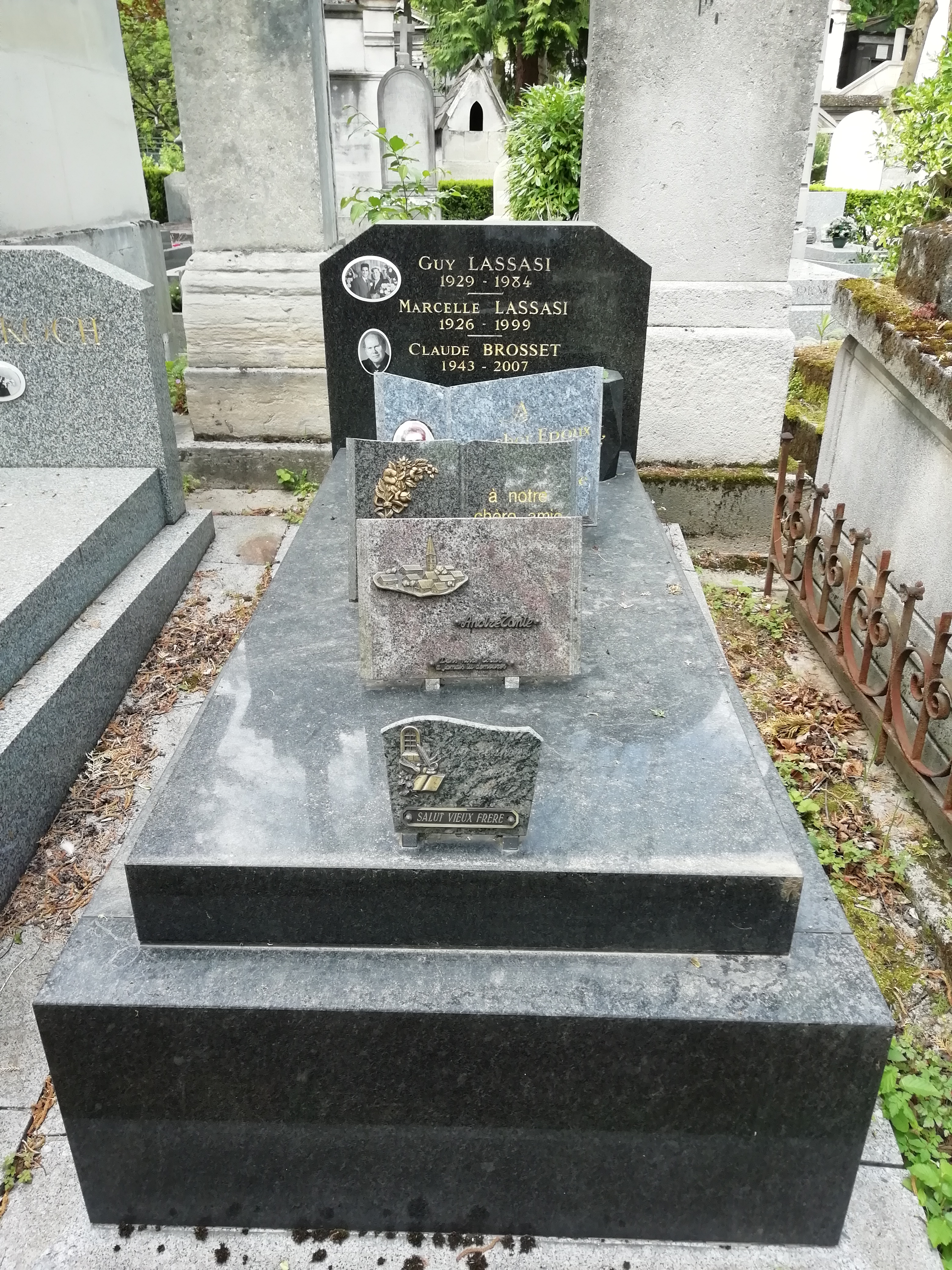
Tombe de Claude Brosset au cimetière du Père-Lachaise (division 32).

Il meurt le 25 juin 2007 à l'âge de 63 ans, à l'hôpital de Pontoise, des suites d'un cancer du poumon,.
Il repose dans le caveau familial situé dans la 32e division du cimetière du Père-Lachaise, à Paris 20e.

## Filmographie

### Cinéma
- 1966 : Un homme de trop de Constantin Costa-Gavras : Ouf
- 1968 : La Désirade de Alain Cuniot : Claude, le truand
- 1970 : On est toujours trop bon avec les femmes de Michel Boisrond : Caffrey
- 1970 : La Coqueluche de Christian-Paul Arrighi
- 1972 : R.A.S. d'Yves Boisset : adjudant chef Santoni
- 1973 : L'Histoire très bonne et très joyeuse de Colinot trousse-chemise de Nina Companeez : l'hôte
- 1975 : Adieu poulet  de Pierre Granier-Deferre : Antoine Portor
- 1976 : L'Alpagueur  de Philippe Labro : Granier
- 1976 : Le Corps de mon ennemi de Henri Verneuil : Oscar/Janine
- 1978 : La Carapate de Gérard Oury : Gustave
- 1978 : La Barricade du point du jour de René Richon : Madrou
- 1978 : Je te tiens, tu me tiens par la barbichette de Jean Yanne : le réalisateur Bastien
- 1979 : Flic ou Voyou  de Georges Lautner : Achille Volfoni
- 1979 : I Love You, je t'aime de George Roy Hill : Michel Michon
- 1981 : La Flambeuse de Rachel Weinberg : le Hongrois
- 1981 : Putain d'histoire d'amour de Gilles Béhat : le joueur violent à Rungis
- 1982 : Le Crime d'amour de Guy Gilles : inspecteur Delaitre
- 1982 : Scratch de Claude Patin : Victor Ambrosio
- 1983 : Le Marginal de Jacques Deray : Antonio Baldi
- 1983 : À mort l'arbitre de Jean-Pierre Mocky : Albert
- 1984 : Les Ripoux  de Claude Zidi : Vidal
- 1987 : Cayenne Palace  d'Alain Maline : Gonfaron
- 1987 : Il y a maldonne de John Berry : le père de Marco
- 1988 : France, images d'une révolution - moyen métrage - de Alec Constandinos : Louis XVI
- 1990 : Le Dénommé de Jean-Claude Dague : le directeur du QHS
- 1992 : La Braconne de Serge Pénard - Film inédit en salle
- 1992 : L.627  de Bertrand Tavernier : Adore
- 1994 : La pasión turca de Vicente Aranda : Hombre gordo
- 1995 : Mondokino, le dur métier de policier - court métrage - de Vincent Ravalec : 1er policier
- 1996 : Capitaine Conan  de Bertrand Tavernier : Père Dubreuil
- 1997 : Les tontons perceurs, film pour l'INRS sur le risque amiante
- 1998 : Le Radeau de la Méduse d'Iradj Azimi : le commandant du Parnajon
- 2001 : Les Rois mages de Didier Bourdon et Bernard Campan : Hoeder
- 2003 : La Légende de Parva - dessin animé - de Jean Cubaud : la voix du commandant
- 2005 : OSS 117 : Le Caire, nid d'espions de Michel Hazanavicius : Armand Lesignac, le supérieur d'OSS 117
- 2006 : La Ferme en folie (Barnyard) - dessin animé - de Steve Oedekerk : voix française de Ben
- 2007 : Gomez vs Tavarès de Gilles Paquet-Brenner et Cyril Sebas : le notaire

### Télévision
- 1963 : Les Joyeuses Commères de Windsor de Lazare Iglésis
- 1970 : Les Cousins de la Constance de Robert Mazoyer : Yves Sellin
- 1972 : Les Rois maudits de Claude Barma : Souastre
- 1972 : Les Dossiers de Maître Robineau, épisode Main basse sur la campagne de Jean-Claude de Nesles
- 1973 : Les Coqs de minuit d'Édouard Logereau (mini-série, FR3) : Catet-la-Mule
- 1973 : L'Éducation sentimentale de Marcel Cravenne (mini-série) : Sénécal
- 1973 : La Ligne de démarcation, épisode 7 Ernest : Le patron
- 1973 : Histoire vraie de Claude Santelli
- 1973 : Graine d'ortie d'Yves Allégret
- 1973 : Un certain Richard Dorian d'Abder Isker
- 1974 : Ardéchois cœur fidèle de Jean-Pierre Gallo : Tourangeau Sans-Quartier
- 1974 : Cadoudal de Guy Séligmann : Cadoudal
- 1974 : Le Port de Claude Santelli
- 1975 : Les Enquêtes du commissaire Maigret, épisode La Guinguette à deux sous de René Lucot
- 1977 : Dossier Danger Immédiat de Claude Barma, épisode En verre et contre tous
- 1978 : La Filière de Guy André Lefranc
- 1979 : La Servante de Lazare Iglésis
- 1979 : Le Comte de Monte-Cristo de Denys de La Patellière : Gaspard Caderousse
- 1980 : Les Chardons de la colline d'Édouard Logereau
- 1981 : Rioda de Sylvain Joubert
- 1981 : La Vie des autres de Gérard Clément, épisode L'autre femme : Claude
- 1981 : Au bon beurre d'Édouard Molinaro : Jules Lemercier
- 1982 : Les Cinq Dernières Minutes de Claude Loursais, épisode Les pièges
- 1983 : Sans famille de Jacques Ertaud : Compayrou
- 1986 : Félicien Grevèche de Michel Wyn : Gaëtan Vignon
- 1989 : Jeanne d'Arc, le pouvoir de l'innocence de Pierre Badel : La Hire
- 1989 : Les Cinq Dernières Minutes de Jean-Pierre Desagnat, épisode Les chérubins ne sont pas des anges
- 1991 : Nestor Burma, saison 1, épisodes 1 et 2 : Zavatter
- 1991 : L'Alerte rouge : Simon
- 1991 : Intrigues de  Emmanuel Fonlladosa, épisode Babard avec un D
- 1995 : La Rivière Espérance de Josée Dayan : le bouvier
- 1995 : Navarro, épisode Meurtre d'un salaud : Garcin, épisode Les Chiffonniers de l'Aube : le prêtre ouvrier
- 1996 : Crédit bonheur de Luc Béraud
- 1997 : Navarro, épisode Un bon flic : André Guillot
- 1999 : Une femme d'honneur de David Delrieux, épisode Un coupable idéal
- 2001 : L'Aîné des Ferchaux de Bernard Stora : Victor
- 2001 : Central Nuit : Nounours
- 2002 : Commissaire Moulin, police judiciaire, épisode La Fliquette : Roland Noual
- 2003 : Louis la Brocante, épisode Louis et le Violon noir : "Tonton" Max Varigny
- 2004 : Luther contre le Pape de Jean-Françoise Delassus : Luther âgé
- 2006 : Commissaire Moulin, police judiciaire, épisode Bavures avocat

## Théâtre
- 1962 : Dans la jungle des villes de Bertolt Brecht, mise en scène Antoine Bourseiller, théâtre des Champs-Élysées
- 1963 : Marie Stuart de Friedrich von Schiller, mise en scène Raymond Hermantier, création au mai musical de Bordeaux, puis reprise à la Comédie-Française
- 1965 : Bérénice de Jean Racine, mise en scène Jacques Sereys, théâtre de l'Ambigu
- 1966 : La Soif et la faim d'Eugène Ionesco, mise en scène Jean-Marie Serreau, Comédie-Française
- 1966 : Bérénice de Jean Racine, Comédie-Française : Rutile
- 1966 : Va, cours, vole… de Raymond Castans, mise en scène Jacques Charon, théâtre des Célestins
- 1967 : Le Cavalier seul de Jacques Audiberti, mise en scène Jacques Rosny, théâtre La Bruyère
- 1968 : La Dame de Chicago de Frédéric Dard, mise en scène Jacques Charon, théâtre des Ambassadeurs
- 1968 : Le Cocu magnifique de Fernand Crommelynck, mise en scène Marc Renaudin, théâtre Hébertot
- 1969 : Tartuffe de Molière, mise en scène Bernard Jenny, théâtre du Vieux-Colombier
- 1969 : Ce fou de Platonov d'Anton Tchekhov, mise en scène Bernard Jenny, théâtre du Vieux-Colombier
- 1970 : Le Procès Karamazov de Diego Fabbri, mise en scène Pierre Franck, théâtre de la Michodière
- 1971 : Lorenzaccio d'Alfred de Musset, mise en scène Jean Meyer, Odéon antique
- 1971 : Haggerty, où es-tu ? de David Mercer, mise en scène André Barsacq, théâtre de l'Atelier
- 1972 : Ah ! la police de papa de Raymond Castans, mise en scène Jacques Charon, théâtre des Bouffes-Parisiens
- 1975 : Androclès et le Lion de George Bernard Shaw, mise en scène Guy Rétoré, théâtre de l'Est parisien
- 1975 : Un tramway nommé Désir de Tennessee Williams, mise en scène Michel Fagadau, théâtre de l'Atelier
- 1975 : Des souris et des hommes de John Steinbeck, mise en scène Robert Hossein, théâtre de Paris
- 1975 : Lucrèce Borgia de Victor Hugo, mise en scène Fabio Pacchioni, Festival d'Avignon
- 1977 : Une femme presque fidèle de Jacques Bernard, mise en scène Claude Brosset, Élysée Montmartre
- 1982 : Les Possédés de Fiodor Dostoïevski, mise en scène Denis Llorca, Centre théâtral de Franche-Comté, Festival d'Avignon, Nouveau Théâtre de Nice
- 1985 : La Culotte de Carl Sternheim, mise en scène Jacques Rosner, Grenier de Toulouse
- 1986 : La Culotte de Carl Sternheim, mise en scène Jacques Rosner, théâtre de Grammont
- 1986 : La Mienne s'appelait Régine de Pierre Rey, mise en scène Armand Delcampe, théâtre de l'Œuvre

## Doublage

### Cinéma

#### Films
- Robert Duvall dans :
  - Jours de tonnerre : Harry Hogge
  - Rambling Rose : Daddy Halyer
  - Les Amants du nouveau monde : Roger Chillingworth
  - Assassination Tango : John J.
  - Open Range : Boss Spearman
  - Le Secret des frères McCann : Hub
  - Lucky You : L. C. Cheever
- John Goodman dans :
  - Le Petit Monde des Borrowers : Ocious P. Potter
  - The Big Lebowski : Walter Sobchak
  - O'Brother : Big Dan Teague
  - À tombeau ouvert : Larry Verber
  - Coyote Girls : Bill Sanford
- Brian Dennehy dans :
  - Pacte avec un tueur : Dennis Meechum
  - F/X2, effets très spéciaux : Leo McCarthy
  - Gladiateurs : Jimmy Horn
- Albert Finney dans :
  - Big Fish : Edward Bloom
  - Ocean's Twelve : Gaspar LeMarc
- Brian Cox dans :
  - La Mémoire dans la peau : Ward Abbott
  - La Mort dans la peau : Ward Abbott
- Robert Pugh dans :
  - L'Amour, six pieds sous terre : Hugh Rhys-Jones
  - Master and Commander : De l'autre côté du monde : M. Allen
- 1957[7] : Les Sentiers de la gloire : Lieutenant Roget (Wayne Morris)
- 1971 : Orange mécanique : Dim (Warren Clarke)
- 1979 : Mad Max : Roop (Steve Millichamp)
- 1980 : Stardust Memories : Sam (J.E. Beaucaire)
- 1981 : Les Bleus : Soldat Dewey "Ox" Oxburger (John Candy) (1er doublage)
- 1985 : Pale Rider, le cavalier solitaire : Hull Barret (Michael Moriarty)
- 1985 : Sang pour sang : Loren Visser (M. Emmet Walsh)
- 1990 : Échec et Mort : Lieutenant Kevin O'Malley (Frederick Coffin)
- 1992 : Alien 3 : Andrews (Brian Glover)
- 1999 : Cookie's Fortune : L'adjoint Lester Boyle (Ned Beatty)
- 2000 : Amours chiennes : El Chivo (Emilio Echevarría)
- 2001 : Le 51e État : Le Lézard (Meat Loaf)
- 2002 : Spider-Man : Général Slocum (Stanley Anderson)
- 2002 : Le Pianiste : L'homme rachetant le piano (Adrian Hood)
- 2003 : Kill Bill : Le ranger Earl McGraw (Michael Parks)
- 2003 : La Vie de David Gale : Braxton Belyeu (Leon Rippy)
- 2003 : Narc : Freeman Franks (Alan C. Peterson)
- 2003 : Fusion : Général Thomas Purcell (Richard Jenkins)
- 2004 : Troie : Glaucus (James Cosmo)
- 2004 : Un crime dans la tête : Mark Whiting (Dean Stockwell)
- 2004 : Van Helsing : Voix de Mr Hyde (Robbie Coltrane)
- 2005 : Sin City : Le commissaire Liebowitz (Jude Ciccolella)
- 2005 : Otages : Lieutenant Leifitz (Glenn Morshower)
- 2005 : Les Frères Grimm : Bunst (Richard Ridings)
- 2005 : Domino : Drake Bishop (Dabney Coleman)
- 2005 : Man to Man : Sir Walter Stephenson (Ron Donachie)
- 2006 : L'Affaire Josey Aimes : Don Pearson (James Cada)

### Films d'animation
- 2006 : La Ferme en folie : Ben (Sam Elliott)